# لوئیس تان
لوئیس سینگواه تان (زاده ۴ فوریه ۱۹۸۷) بازیگر، مدل و رزمی کار بریتانیایی است. وی به خاطر بازی در نقش ژو چنگ در مشت آهنین، گایوس چائو در سریال بدلندز، لو شین لی در قاتلان وو و ددپول ۲ شناخته شده‌است. او قرار است در فیلم مورتال کامبت در نقش کول یانگ بازی کند.

## اوایل زندگی
لوئیس سینگواه تان در سالفورد انگلیس زاده شد و در لس آنجلس بزرگ شد و در فرانسه، تایلند، اسپانیا و چین نیز زندگی کرد. پدر وی، فیلیپ تان، یک رزمی کار، بازیگر و هماهنگ‌کننده بدلکار چینی تبار از سنگاپور است. هنگامی که پدرش به عنوان هماهنگ‌کننده مبارزه برای فیلم بتمن تیم برتون در سال ۱۹۸۹ استخدام شد، خانواده‌اش به لس آنجلس نقل مکان کردند. او بزرگترین فرزند از چهار برادر است. برادر کوچکتر وی، سام تان، نیز بازیگر است. برادر دیگر او، ایوان تان، عکاسی است که در لس آنجلس مستقر است و کارهای وی در زمینه هنر برای ترانه‌هایی از هنرمندانی مانند کالی اوچیس و زاک ویلر است. پدر تان از کودکی به او هنرهای رزمی را آموزش می‌داد. او همچنین از سالهای نوجوانی آموزش تئاتر را آغاز کرد و نمایش‌های زیادی را رهبری کرد. تان هنرهای نمایشی را نزد مربی جان کربی فرا گرفت.

## حرفه
تان با اجرای نمایش‌هایی از تنسی ویلیامز تا جان پاتریک شانلی زیر نظر مربی بازیگری جان کربی تحصیل می‌کند. تان با استفاده از سبک‌های مختلف از جمله موای تای ،هنرهای رزمی چینی، جوجوتسو و شمشیر بازی کاتانای ژاپنی بدلکاری‌های خود را انجام می‌دهد.
تان در نقش‌های مکمل کوچک مهم دیگر مانند خماری ۳ و المپیوس سقوط کرده‌است، ظاهر شده‌است.
در سال ۲۰۱۶، تان در اولین فصل از سریال تلویزیونی مشت آهنین به عنوان مهمان انتخاب شد. او در نقش ژو چنگ بازی کرد. در همان سال، تان در فیلم اکشن کمینگاه دزدان با بازی جرارد باتلر انتخاب شد.
تان در نقش گایوس چائو در فصل سوم سریال تلویزیونی در بدلندز بازی کرد.
در سال ۲۰۱۸، تان در نقش شاتراستار در فیلم ابرقهرمانی ددپول ۲ بازی کرد. در همان سال، اعلام شد که تان در سریال قاتلان وو، برای بازی در نقش لو شین لی انتخاب شده‌است.
در اوت ۲۰۱۹، تان در مورتال کامبت به عنوان Cole Young انتخاب شد. این فیلم قرار است در ۲۳ آوریل ۲۰۲۱ اکران شود.

## فیلم‌شناسی
| سال  | عنوان                               | نقش          | یادداشت    |
| ---- | ----------------------------------- | ------------ | ---------- |
| ۲۰۰۶ | سریع و خشمگین :توکیو دریفت          |              | بدلکاری    |
| ۲۰۰۶ | اولین بار مینی                      | اسکیت پانک   |            |
| ۲۰۰۷ | دزدان دریایی کارائیب: در پایان جهان |              | بدلکاری    |
| ۲۰۰۸ | مخمل قرمز                           | دیوانه       |            |
| ۲۰۱۳ | المپیوس سقوط کرده‌است                | تکاور کره ای | بدلکاری    |
| ۲۰۱۳ | خماری ۳                             | نگهبان زندان | بدلکاری    |
| ۲۰۱۵ | قربانی                              | بن کیتمن     |            |
| ۲۰۱۸ | لانه دزدان                          | نگهبان لابی  |            |
| ۲۰۱۸ | ددپول۲                              |              |            |
| ۲۰۱۹ | جی                                  | جی           | فیلم کوتاه |
| ۲۰۱۹ | قاتلان وو                           | لو شین لی    |            |
| ۲۰۲۱ | مورتال کمبت                         | کول یانگ     | [ ۱۷ ]     |

### تلویزیون
| سال  | عنوان                 | نقش           | یادداشت        |
| ---- | --------------------- | ------------- | -------------- |
| ۲۰۰۶ | سی اس ای: نیویورک     | کیم تاناکا    |                |
| ۲۰۰۷ | تعطیلات روز           | جیمی یان      | بدلکار         |
| ۲۰۰۷ | ۲۴                    |               | بدلکار         |
| ۲۰۱۰ | سی اس ای: میامی       | آیکو اوکاناگی |                |
| ۲۰۱۱ | ان سی اس ای: لس آنجلس | هیرو یاکوزا   |                |
| ۲۰۱۱ | محافظ                 | زکری          |                |
| ۲۰۱۴ | ۱۰۰۰۰ روز             | جیرو فارنول   | فیلم تلویزیونی |
| ۲۰۱۵ | هاوایی فایو-زیرو      | لوک ناکانو    |                |
| ۲۰۱۶ | ساعت شلوغی            | چن            |                |
| ۲۰۱۷ | مشت آهنین             | ژو چنگ        |                |
| ۲۰۱۸ | بدلندز                | گائوس چائو    | نقش تکراری     |
| ۲۰۱۹ | وو آدمکش‌ها            | لو شین لی     | بازیگران اصلی  |
|      | جاسوسی کوانتومی       | هریس چانگ     | نقش اصلی       |